# Битва при Ітороро
Битва при Ітороро — битва Війни Потрійного Альянсу.
Вранці 6 грудня 1868 року, маршал бразильської армії, Луїс Алвіс ді Ліма і Сілва, маркіз (пізніше герцог) Кашіас, рухався з армією в 13 тис. чоловік з ціллю взяти парагвайське місто Вієта (Villeta) та вийти в тил парагвайським силам.
Проте, парагвайський президент і головнокомандувач Франсиско Солано Лопес був обізнаний про плани супротивника. Скориставшись повільним рухом союзників, він послав полковника Бернардіно Кабальєро зупинити ворога у вузькому проході над річкою Ітороро. Кабальєро розгорнув своїх солдатів таким чином, що бразильцям довелося б перетнути єдиний міст під важким вогнем.
Битва, почалася пізнім ранком, і мала вигляд серії атак і контратак за контроль над мостом. Незважаючи на великі втрати, до часу дня міст був узятий союзниками, і вони змогли продовжити марш на Вієту.